# Herb Iwano-Frankiwska
Herb Stanisławowa (obecnie Iwano-Frankiwsk) – wersje herbów miasta istniejące od 1938 (Stanisławów) i od 1995 (Iwano-Frankiwsk).
Miasto uzyskało prawa miejskie w 1676.

## Herb z 1938

Herb Stanisławowa 1938–1939

Ostateczną wersję herbu przyjęła Rada Miasta 10 marca 1938. Wizerunek herbu ustalono na podstawie przeprowadzonych badań źródłowych oraz z uwzględnieniem uwag, zawartych w zarządzeniu Ministerstwa Wyznań Religijnych i Oświecenia Publicznego z 22 listopada 1937, dotyczących pierwotnego projektu herbu. Herb został zatwierdzony przez MSW 16 maja 1938 r.
Herb przedstawiał do 1939 na tarczy w polu czerwonym (odcień cynober) srebrne mury obronne z trzema wieżami i otwartą złotą bramą, w której widnieje herb Pilawa (na błękitnym polu srebrne półtrzecia krzyża). Pilawa była herbem założyciela i fundatora miasta hetmana Stanisława Rewery Potockiego. Herb został nadany w 1664 przez Jana Kazimierza.
Opis herbu miasta z zarządzenia:
„W polu czerwonym wznosi się na zielonym wzgórzu obronna brama miejska z blankami i trzema wieżami okrągłymi jednakowej wielkości: wszystkie wieże także opatrzone blankami. Mury bramy i wież z kamienia barwy naturalnej. Nad bramą i po jej bokach, na jednym poziomie, po dwa okna czarne, w wieżach – po jednej strzelnicy czarnej. Podwoje bramy otwarte, brunatne z czarnymi okuciami; w błękitnym otworze srebrna „Pilawa”.

## Herb z 1995

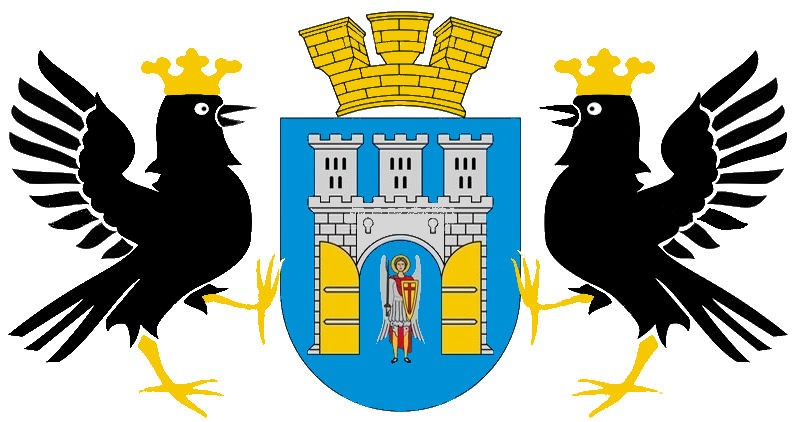
Herb Iwano-Frankiwska

17 lutego 1995 władze miasta zatwierdziły nowy wygląd herbu – Pilawa została zastąpiona przez postać Michała Archanioła z opuszczonymi skrzydłami, tarcza herbowa podtrzymywana jest przez dwie koronowane kawki, historyczny symbol ziemi halickiej.